# ムハメットナザル・ガプロフ
ムハメットナザル・ガプロフ（ロシア語: Мухамедназар Гапурович Гапуров, トルクメン語ラテン文字: Muhammetnazar Gapurowiç Gapurow, 1922年2月15日 - 1999年7月13日）は、トルクメン・ソビエト社会主義共和国の政治家、ソ連共産党員。トルクメン共産党第一書記。
チャルジョウ州チャウドウスキー地区オクチャブリスキー村出身。チャルジョウ州は、部族が最も雑然とした地方の1つと考えられており、ガプロフはエサル族に属する。教師専攻でチャルジョウ国立教育大学を卒業。
- 1941年 - チャルジョウ州の学校教師
- 1941年 - 第88独立狙撃旅団自動小銃分隊長
- 1942年 - 第87独立狙撃旅団自動小銃分隊長
- 1943年 - 負傷し、入院。
- 1943年 - 学校の教務主任。1944年、チャルジョウ州の学校長
- 1944年 - トルクメン共産党宣伝・扇動課教官。1945年から主任
- 1947年 - トルクメン共産党チャルジョウ州サカルスキー地区委員会書記
- 1948年 - コムソモール・チャルジョウ州委員会第一書記
- 1951年 - トルクメン・ソビエト社会主義共和国コムソモール中央委員会宣伝・扇動担当書記
- 1955年 - トルクメン共産党チャルジョウ州委員会宣伝・扇動課主任
- 1955年 - トルクメン共産党チャルジョウ州委員会書記。1959年から第一書記
- 1962年 - トルクメン共産党中央委員会書記
- 1963年3月～1969年12月 - トルクメン・ソビエト社会主義共和国閣僚会議議長/外務相
- 1969年12月～1985年12月 - トルクメン共産党中央委員会第一書記
- 1985年12月 - 年金生活

## パーソナル
第6期～第11期ソ連最高会議代議員。1971年～1986年、ソ連共産党中央委員会委員（1966年～1971年、候補）。
社会主義労働英雄。レーニン勲章5個、労働赤旗勲章3個、名誉記章勲章を受章。
3男1女を有する。